# Panzer 38 (t)
El Panzerkampfwagen 38 (t) va ser un tanc txecoslovac usat per Alemanya i els seus aliats durant la Segona Guerra Mundial. La designació oficial militar txecoslovaca era LT vz. 38. Les designacions del fabricant incloïen sèrie TNH, TNHPS, LTP i LTH). La denominació de vehicle alemanya era Sd.Kfz. 140.

## Desenvolupament
El 1935, el fabricant de tancs txec KD estava considerant la lleva del tanc LT-35 que produïa conjuntament amb Škoda. El LT-35 era complex i tenia diversos defectes, pel que KD preveia que rebria comandes del nou carro tant de l'exèrcit txec com de l'estranger. L'oportunitat va arribar el 1937 quan l'exèrcit txec, descontentament amb el LT-35, va convocar un concurs en què van participar tant Škoda com KD, sent el projecte presentat per aquesta última el guanyador.
El vehicle va resultar ser fiable, i un èxit d'exportacions: 50 venuts a l'Iran, 24 a Perú, uns altres 24 a Suïssa i alguns a Letònia. Gran Bretanya va avaluar un tanc, però el va rebutjar.
L'11 de juliol de 1938 Txecoslovàquia va encarregar 150 del model TNHPS, però cap no havia entrat en servei abans de l'ocupació alemanya. Durant l'ocupació Alemanya va continuar la producció del model, superior als tancs produïts per la mateixa Alemanya (els Panzer I i Panzer II que eren, en aquell temps, els models en producció i servei principals). Quan va entrar a formar part de l'inventari bèl·lic alemany va ser denominat LTM 38, denominació que es va canviar a Panzerkampfwagen 38 (t) el 16 de gener de 1940. La producció va continuar fins a 1942. Es van fabricar més de 1.400 unitats. Alguns se'n van vendre a diversos aliats dels alemanys, incloent Hongria (102), Eslovàquia (69), Romania (50) i Bulgària (10).
Els alemanys van emprar al principi el Pz. 38 (t) com a equivalent o substitut del Panzer III, però l'escàs espai disponible a la petita torre va fer impossible l'equipar-lo amb una arma prou potent com per enfrontar-se als nous carros o variants que van anar apareixent al llarg del conflicte, i la seva producció va cessar. Tanmateix el xassís era mecànicament fiable i, usant-lo com a base, es van fabricar versions sense torre amb una arma muntada en la superestructura: canons d'assalt, caçacarros i versions antiaèries. Una variant sueca, el Sav m/43, va romandre en servei fins a 1970.

## Descripció
El Panzer 38 (t) tenia un disseny convencional del període anterior a la Segona Guerra Mundial, amb blindatge reblat i motor posterior. El glacis no estava inclinat i l'espessor del blindatge oscil·lava -a la major part de les versions- entre els 10 mm i els 25 mm En models posteriors (de l'Ausf. E d'ara endavant) es va incrementar fins als 50 mm.
La torreta, de dos tripulants, estava situada sobre el centre del xassís i allotjava l'armament principal: un canó|gorja semiautomàtic Skoda A7 de 37 mm -KwK 38 (t) segons la denominació alemanya- amb una dotació de 90 projectils. A la dreta de l'arma principal hi havia una metralladora de 7,92 mm, la qual estava allotjada en un muntatge de bola en lloc d'en un de coaxial. Això implicava que havia de ser apuntada independentment, en lloc de coincidir amb l'objectiu del canó principal. El conductor se situava en la part davantera dreta del xassís i el metrallador, encarregat del maneig d'una metralladora de 7,92 mm, a l'esquerra (encara que podia ser usada tant pel metrallador com pel conductor). El metrallador, igual com en molts altres tancs de la dècada de 1930, era també l'operador de radi. El tanc transportava un total de 2.700 projectils per a ambdues metralladores.
El vehicle era propulsat per un motor Praga EPA de sis cilindres i 125 cavalls muntat a la part posterior del xassís. Tenia una roda tractora davantera a la qual arribava la transmissió a través d'una caixa de canvis amb cinc velocitats cap endavant i una cap enrere. La cadena es recolzava en dos rodets de retorn i quatre grans rodes de rodolament cobertes de goma i acabava en una roda tensora. El sistema de suspensió, malgrat semblar exteriorment de tipus Christie per la seva gran mida, era de ballestes convencional, amb doble bogie muntades en dos eixos.

## Versions
- TNHP Primera versió d'exportació. Cinquanta d'adquirits per l'Iran.
- LTP Versió d'exportació per al Perú.
- LTH Versió d'exportació per a Suïssa.

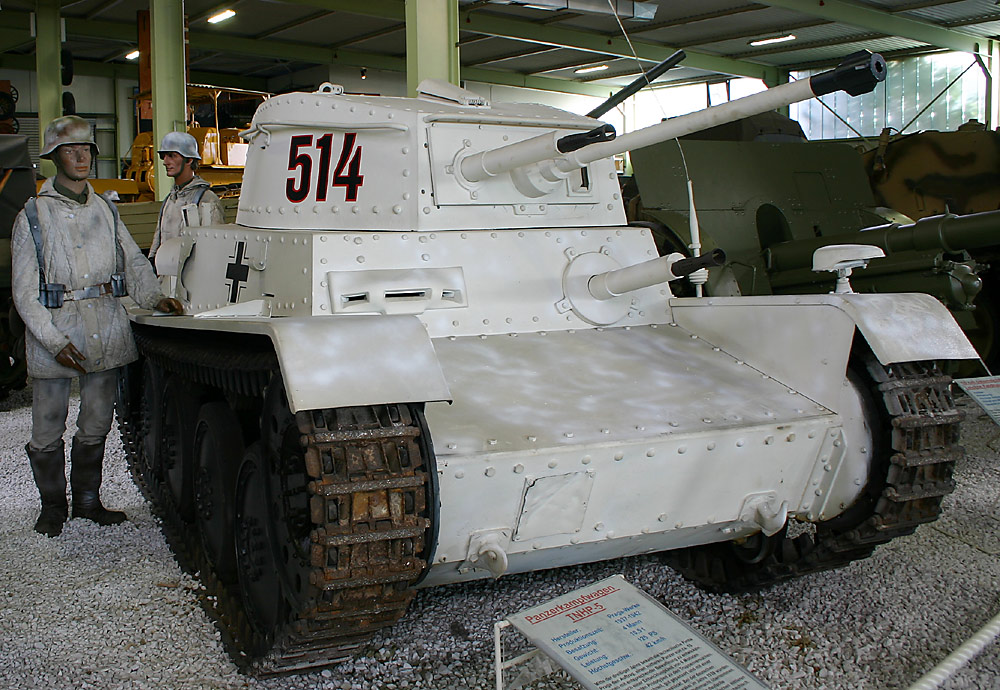
LTH

- LTL Versió d'exportació per a Lituània (se'n van comprar 21).
- LT vz. 38 Designació de l'exèrcit txecoslovac (cap no va entrar en servei en el mateix).
- PzKpfw 38 (t) Ausf. A-D tanc TNH fabricat per Alemanya.
- PzKpfw 38 (t) Ausf. E-G Pz 38 (t) amb blindatge frontal incrementat a 50 mm.
- Panzerbefehlswagen 38 (t), tanc a què se li afegeixen radis addicionals i una antena per realitzar funcions de comandament.
- PzKpfw 38 (t) Ausf. S.
- Strv m/41 Versió construïda sota llicència a Suècia, com a compensació per la confiscació dels models Ausf. S

## Dissenys basats en el xassís
- SdKfz 138 Marder III Portava un canó alemany de PaK 40/3 L46 de 75 mm en una superestructura oberta i sense sostre.
- SdKfz 139 Marder III Portava un canó soviètic de Model 36 de 76,2 mm en una superestructura oberta i sense sostre.
- SdKfz 138/1 Bison/Grille Portava un canó d'infanteria alemany sIG 33/1 de 150 mm. Es van realitzar dues variants, l'Ausf. H i l'Ausf. M, que es diferenciaven en què l'última el motor estava davant i la cambra de combat darrere (en l'Ausf. H era central). Es va fer també una variant per a transport de munició basada en el model M.
- SdKfz 140 Flakpanzer 38(t) Vehicle antiaeri de circumstàncies armat amb un canó antiaeri de 20 mm.
- SdKfz 140/1 tanc de reconeixement.
- SdKfz 141/1 Auflärugspanzer 38 (t), versió de reconeixement equipada amb la torreta del cotxe blindat Sdkfz. 222.
- Jagdpanzer 38(t) Destructor de tancs (conegut extraoficialment com a Hetzer) equipat amb un canó antitanc de 75 mm L/48. Es va construir també una versió llançaflames.
- Sav m/43 Canó d'assalt construït sobre xassís TNH, fabricat per Suècia.
- G-13 Designació suïssa dels Jagdpanzer 38 (t) construïts després de la guerra i venuts per Txecoslovàquia.
- Pbv 301 Transport de personal suec fabricat a partir de 1959.

## Història operativa
El Panzer 38 (t) va donar un bon resultat durant la invasió de Polònia el 1939 i durant la campanya de França el 1940. També va ser emprat tant per l'exèrcit alemany com pel romanès en la invasió de la Unió Soviètica el 1941, però els tanc soviètics moderns com el T-34 eren un rival massa fort per als Panzer 38 (t). Encara que van seguir en servei després de 1941 la seva funció va ser com a de vehicle de reconeixement i en tasques contraguerrilla.
El Flakpanzer 38 (t) era una solució improvisada per suplir les necessitats cada vegada més creixents de protecció antiaèria de les unitats cuirassades i, com gairebé totes les solucions precipitades, no van exercir un bon paper. Va ser substituït pel Flakpanzer IV, basat en el xassís del Panzer IV.
Els Hetzer i Marder, en particular l'Hetzer, van tenir un gran èxit com a destructors de carros. Al llarg de la guerra es van produir 2.584 Hetzer, i el seu excepcional acompliment es va traduir que després del conflicte va seguir en producció per a l'exèrcit txecoslovac. Suïssa va adquirir 158 unitats que van estar en servei fins a la dècada de 1960.
Les 351 torres que van sobrar de les conversions dels Panzer 38 (t) es van emprar en fortificacions al llarg de tot Europa: 150 a Europa occidental meridional, 78 al front de l'Est, 75 a Noruega, 25 a Itàlia 20 a Dinamarca, 9 a la Muralla de l'Atlàntic i 1 en Espanya. L'armament poc potent i el feble blindatge les feien inadequades com a fortins anticarro, però continuaven sent estris per a la defensa contra la infanteria.
Campanyes
- Invasió de Polònia (1939) en la 3a Divisió lleugera.
- Operació Weserübung (1940) (Noruega) al XXXI Cos d'Exèrcit.
- Campanya de França en la 7a, i 8a divisions panzer.
- Operació Barbarroja amb les divisions Panzer 6a, 7a, 8è, 12a, 19a, 20a i 22a.
- Front oriental en l'exèrcit romanès.

## Dades Tècniques

### TNH P.-S
- General
  - Paper: Tanc mitjà.
  - Fabricant: KD
  - Tripulació: comandant, artiller, conductor, metrallador/operador de radi
- Armament i blindatge
  - Armament principal: canó Skoda A7 de 37,2 mm
  - Armament coaxial: metralladora de 7,92 mm
  - Armament al xassís: metralladora de 7,92 mm
  - Munició: 90 projectils de 37,2 mm i 2.700 de 7,92 mm
  - Blindatge: de 10 mm a 25 mm
- Motor i pes
  - Motor : de gasolina de sis cilindres en línia refrigerada per aigua Praga EPA
  - Transmissió: 5 velocitats cap endavant, 1 cap enrere
  - Potència: 110,3 kW (148 hp)
  - Pes: 9.700 kg
  - Relació pes/potència: 11,5 kW per tona / 14 cavalls per tona
- Prestacions
  - Velocitat màxima en carretera: 42 km/h
  - Autonomia: 200 km
  - Travesso: 0,9 m
  - Inclinació: 60%
  - Obstacle vertical: 0,8 m
  - Clou: 1,9 m
- Dimensions
  - Longitud: 4,55 m
  - Amplada: 2,13 m
  - Alçària: 2,31 m

### Panzer 38 (t) Aus. A-C
- General
  - Paper: Tanc mitjà.
  - Tripulació: 4
- Armament i blindatge
  - Armament principal: canó Skoda A7 (L/47.8) de 37,2 mm
  - Armament secundari: 2 metralladores de 7,92 mm MG 37 (t) (model 37) amb 2.700 trets
  - Blindatge: frontal 25 mm, lateral 15 mm
- Motor i pes
  - Motor : de gasolina de sis cilindres en línia refrigerat per líquid Praga EPA Model I
  - Desplaçament: 7754,7 cc
  - Potencia: 91,9 kW (123.3 hp, 125 PS)
  - Transmissió: 5 velocitats cap endavant, 1 cap enrere
  - Pes: en combat: 9,5 t., buit: 8,5 t.
  - Relació pes/potència: 10 kW per tona/13 cavalls per tona
- 'Prestacions
  - Velocitat màxima: 56 km/h
  - Autonomia: 200 km
- Dimensions
  - Longitud: 4,61 m
  - Amplada: 2,14 m
  - Alçària: 2,40 m